# Coin Heist
Pour plus de détails, voir Fiche technique et Distribution.
Coin Heist est un film américain dramatique réalisé et écrit par Emily Hagins d'après l’œuvre d’Élisa Ludwig. Le film est sorti en 2017 sur Netflix.
Le film met en vedette Sasha Pieterse, Alex Saxon, Alexis G. Zall, Jay Walker et Mark Blum.

Il a été publié le 6 janvier 2017, par Netflix aux États-Unis.

## Synopsis
Le père de Jason est arrêté pour avoir prétendument détourné de l'argent scolaire. L'école menace alors la faillite, et elle est coupée dans toutes les directions. Lorsque la camarade de classe de Alice, voit à quel point le réseau informatique de Mint est mal sécurisé, elle élabore un plan pour récolter de l'argent pour l'école: elle veut percer la monnaie pour fabriquer des pièces défectueuses qu'elle va ensuite acheter. vendre cher au collectionneur de pièces. Les deux reçoivent le soutien de l'ex-petite amie de Jason, Dakota, qui apporte son talent organisationnel, et Benny, qui est techniquement avisé.
Lorsqu'ils mettent ensuite leur plan à exécution, ils sont surveillés par leur professeur d'art, M. Rankin. Il apporte les quatre au directeur, qui décide alors d'accepter les pièces de monnaie comme un don anonyme à l'école et en retour accorde l'immunité aux quatre.

## Distribution
- Alex Saxon (VF : Rémi Caillebot) : Jason
- Alexis G. Zall (VF : Kaycie Chase) : Alice
- Sasha Pieterse (VF : Karine Foviau) : Dakota
- Jay Walker (VF : Eilias Changuel) : Benny
- Michael Cyril Creighton (en) (VF : Nicolas Justamon) : M. Rankin
- Andy Grotelueschen (VF : inconnue) : Glen
- Zach Broussard (VF : inconnue) : Tony
- Craig Walker (VF : inconnue) : Nico
- Slate Holmgren (VF : inconnue) : Horace
- Will Denton (en) (VF : inconnue) : Dylan
- David W. Thompson (VF : inconnue) : Greg
- Mark Blum (VF : inconnue) : M. Smerconish
- Olivia Birkelund (en) (VF : Daria Levannier) : Mme Hodges
- Neal Huff (VF : inconnue) : M. Hodges
- Connor Ratliff (en) (VF : inconnue) : M. Garcia
- Muhammed Cunningham (VF : inconnue) : Zack
- Alex Maizus : (VF : inconnue) Chaddie
- Elijah Boothe (en) (VF : inconnue) : Max
- Amy Hohn (VF : inconnue) : Mme Coyle
- Shoba Narayanan (VF : Emilie Marié) : Junibel
- Justin Mark (VF : inconnue) : Ethan
- Sage Kirwan (VF : inconnue) : Simone
- Blanche Baker (VF : Laurence Charpentier) : Mme Cunningham
- Peter Benson (VF : inconnue) : M. Cunningham

Version française
- Studio de doublage : Deluxe Media Paris
- Adaptation : Marc Bacon
- Direction artistique : Stanislas Farlani

## Fiche technique
- Titre original : Coin Heist
- Titre français :
- Réalisation : Emily Hagins
- Scénario : Emily Hagins, d'après l’œuvre d’Élisa Ludwig
- Directeur artistique : Yuko Sobrin
- Costumier : Megan Spatz
- Directeur de casting : Henry Russell Bergstein, Deborah Dion
- Photographie : Noah Greenberg
- Montage : William Paley
- Musique : Jeremy William Smith
- Décors : Annie Simeone
- Producteurs : T.J. Barrack, Ash Christian, Anne Clements, Marshall Lewy et Claire Skowronek
- Société de production : Netflix et Adaptive Studios
- Sociétés de distribution : Netflix
- Budget :
- Pays d'origine :  États-Unis
- Genre : Dramatique
- Durée : 97 minutes
- Date de sortie :
  -  États-Unis : 6 janvier 2017 sur Netflix
  -  France : juin 2017 sur Netflix